# Wachstedt
Wachstedt – miejscowość i gmina w Niemczech, w kraju związkowym Turyngia, w powiecie Eichsfeld, wchodzi w skład wspólnoty administracyjnej Westerwald-Obereichsfeld.